# Corydalis adianthifolia
Corydalis adianthifolia är en vallmoväxtart som beskrevs av Joseph Dalton Hooker och Thoms.. Corydalis adianthifolia ingår i släktet nunneörter, och familjen vallmoväxter. Utöver nominatformen finns också underarten C. a. heterocarpa.